# Ulvbergssjön
Ulvbergssjön är en sjö i Borlänge kommun i Dalarna och ingår i Dalälvens huvudavrinningsområde.